# 山口県第2区
山口県第2区（やまぐちけんだい2く）は、日本の衆議院議員総選挙における選挙区。1994年（平成6年）の公職選挙法改正で設置。

## 区域

### 現在の区域
2022年（令和4年）公職選挙法改正以降の区域は以下のとおりである。1区との調整により周南市域の分割が解消された。
- 下松市
- 岩国市
- 光市
- 柳井市
- 周南市
- 大島郡
- 玖珂郡
- 熊毛郡

### 2022年以前の区域
2013年（平成25年）公職選挙法改正から2022年の小選挙区改定までの区域は以下のとおりである。
- 下松市
- 岩国市
- 光市
- 柳井市
- 周南市（旧熊毛町域）
- 大島郡
- 玖珂郡
- 熊毛郡

1994年（平成6年）公職選挙法改正から2013年の小選挙区改定までの区域は以下のとおりである。
- 下松市
- 岩国市
- 光市
- 柳井市
- 大島郡
- 玖珂郡
- 熊毛郡

## 歴史
当区内の熊毛郡田布施町は元総理大臣佐藤栄作の出身地であり、中選挙区時代（旧山口2区）は佐藤とその兄の岸信介が地盤とするなど自由民主党が強力な地盤を誇っていた。しかし小選挙区制の導入後、保守王国として知られる山口県内では唯一、民主党所属の平岡秀夫が議席獲得を経験している。この理由として、旧山口2区選出で、自民党を離党した松岡満寿男（日本新党→無所属の会→民主党）が離党前から一貫して一定の支持基盤を有していたことと、松岡の事実上の後継となった平岡が一部の保守系県議・市議の支援を受けていたことなどが挙げられている。
自民党からは佐藤の次男である佐藤信二が出馬していたが、選挙では毎回苦戦し落選も経験している。佐藤の引退後、自民党の後継人事が迷走し、新人の福田良彦が当選した際も、一期目の任期中に地元の岩国市長選へ立候補のため辞職している（結果は当選）。しばらく公認候補が決まらない時期があったが、結局現職の参議院議員（山口県選挙区選出）で、安倍晋三（山口4区）の実弟であり、岸信介の孫（佐藤信二にとっては従甥）でもある岸信夫が公認を受けた。
小選挙区移行以後、第45回総選挙まではいずれも自民党・民主党の候補が激しい争いを続けており、2万票以上の差がついて決着したのは2008年の補選の1度しかなかった（最小票差は第44回総選挙での588票差）。しかし2012年の第46回総選挙では民主党への猛烈な逆風と「第三極」ともいわれた日本維新の会の新人の出馬もあり、岸が平岡に比例復活を許さぬ5万票以上の大差をつけて当選。2000年に佐藤信二が落選して以来12年ぶりに佐藤・岸家から代議士が選出されることとなった。2014年の第47回総選挙でも岸は平岡に4万票近い大差をつけて当選した。
第48回総選挙・第49回総選挙は共産党以外の対立候補が立たず無風選挙となった。
なお、2022年6月に衆議院議員選挙区画定審議会において勧告された衆議院小選挙区の区割り見直し案により、元々の山口1区に含まれていた周南市の大半（旧徳山市・新南陽市・都濃郡の区域）と現・山口2区の区域をもって新たな「山口県第2区」とされ、周南市の選挙区が統一された。
2023年2月に岸が体調不良を理由に議員辞職した。これに伴う補欠選挙は同年4月に実施され、息子の信千世が元職の平岡を破り初当選した。なお、この補欠選挙は、周南市の大部分を含まない従来の区割りで実施された。
第50回総選挙では周南市の大半を加えた新たな区割りで行われ、岸信千世が再選を果たした。一方、敗れた平岡（立憲民主党公認）も比例復活で当選し12年ぶりの国政復帰となった。

## 小選挙区選出議員
| 選挙名                   | 年                 | 当選者   | 党派       | 備考                                          |
| ------------------------ | ------------------ | -------- | ---------- | --------------------------------------------- |
| 第41回衆議院議員総選挙   | 1996年（平成8年）  | 佐藤信二 | 自由民主党 |                                               |
| 第42回衆議院議員総選挙   | 2000年（平成12年） | 平岡秀夫 | 民主党     |                                               |
| 第43回衆議院議員総選挙   | 2003年（平成15年） | 平岡秀夫 | 民主党     |                                               |
| 第44回衆議院議員総選挙   | 2005年（平成17年） | 福田良彦 | 自由民主党 |                                               |
| 第44回衆議院議員補欠選挙 | 2008年（平成20年） | 平岡秀夫 | 民主党     | ※福田良彦の議員辞職（岩国市長選出馬）に伴う。 |
| 第45回衆議院議員総選挙   | 2009年（平成21年） | 平岡秀夫 | 民主党     |                                               |
| 第46回衆議院議員総選挙   | 2012年（平成24年） | 岸信夫   | 自由民主党 |                                               |
| 第47回衆議院議員総選挙   | 2014年（平成26年） | 岸信夫   | 自由民主党 |                                               |
| 第48回衆議院議員総選挙   | 2017年（平成29年） | 岸信夫   | 自由民主党 |                                               |
| 第49回衆議院議員総選挙   | 2021年（令和3年）  | 岸信夫   | 自由民主党 |                                               |
| 第49回衆議院議員補欠選挙 | 2023年（令和5年）  | 岸信千世 | 自由民主党 | ※岸信夫の議員辞職に伴う。                     |
| 第50回衆議院議員総選挙   | 2024年（令和6年）  | 岸信千世 | 自由民主党 |                                               |

## 選挙結果
時の内閣：第1次石破内閣 解散日：2024年10月9日 公示日：2024年10月15日
当日有権者数：37万5543人 最終投票率：56.65%（前回比：5.04%） （全国投票率：53.85%（2.08%））
| 当落 | 候補者名 | 年齢 | 所属党派   | 新旧 | 得票数    | 得票率 | 惜敗率 | 推薦・支持 | 重複 |
| ---- | -------- | ---- | ---------- | ---- | --------- | ------ | ------ | ---------- | ---- |
| 当   | 岸信千世 | 33   | 自由民主党 | 前   | 104,885票 | 50.41% | ――     | 公明党推薦 | ○    |
| 比当 | 平岡秀夫 | 70   | 立憲民主党 | 元   | 103,161票 | 49.59% | 98.36% |            | ◯    |

当日有権者数：279,203人　最終投票率：42.41%

| 当落 | 候補者名 | 年齢 | 所属党派               | 新旧 | 得票数   | 得票率 | 推薦・支持 |
| ---- | -------- | ---- | ---------------------- | ---- | -------- | ------ | ---------- |
| 当   | 岸信千世 | 31   | 自由民主党             | 新   | 61,369票 | 52.47% | 公明党推薦 |
|      | 平岡秀夫 | 69   | 無所属（立憲民主党籍） | 元   | 55,601票 | 47.53% |            |

- 平岡は立憲民主党所属であるが、他野党の支援を得るため無所属で立候補した[8]。

時の内閣：第1次岸田内閣 解散日：2021年10月14日 公示日：2021年10月19日
当日有権者数：28万3552人 最終投票率：51.61%（前回比：2.27%） （全国投票率：55.93%（2.25%））
| 当落 | 候補者名 | 年齢 | 所属党派   | 新旧 | 得票数    | 得票率 | 惜敗率 | 推薦・支持 | 重複 |
| ---- | -------- | ---- | ---------- | ---- | --------- | ------ | ------ | ---------- | ---- |
| 当   | 岸信夫   | 62   | 自由民主党 | 前   | 109,914票 | 76.94% | ――     | 公明党推薦 | ○    |
|      | 松田一志 | 64   | 日本共産党 | 新   | 32,936票  | 23.06% | 29.97% |            |      |

時の内閣：第3次安倍第3次改造内閣 解散日：2017年9月28日 公示日：2017年10月10日
当日有権者数：29万4753人 最終投票率：53.88% （全国投票率：53.68%（1.02%））
| 当落 | 候補者名 | 年齢 | 所属党派   | 新旧 | 得票数    | 得票率 | 惜敗率 | 推薦・支持               | 重複 |
| ---- | -------- | ---- | ---------- | ---- | --------- | ------ | ------ | ------------------------ | ---- |
| 当   | 岸信夫   | 58   | 自由民主党 | 前   | 113,012票 | 73.83% | ――     | 公明党推薦               | ○    |
|      | 松田一志 | 60   | 日本共産党 | 新   | 40,051票  | 26.17% | 35.44% | 社会民主党山口県連合推薦 |      |

時の内閣：第2次安倍改造内閣 解散日：2014年11月21日 公示日：2014年12月2日 （全国投票率：52.66%（6.66%））
| 当落 | 候補者名 | 年齢 | 所属党派   | 新旧 | 得票数   | 得票率 | 惜敗率 | 推薦・支持                   | 重複 |
| ---- | -------- | ---- | ---------- | ---- | -------- | ------ | ------ | ---------------------------- | ---- |
| 当   | 岸信夫   | 55   | 自由民主党 | 前   | 96,799票 | 58.41% | ――     | 公明党推薦                   | ○    |
|      | 平岡秀夫 | 60   | 民主党     | 元   | 57,814票 | 34.88% | 59.73% | 緑の党グリーンズジャパン支持 | ○    |
|      | 赤松義生 | 60   | 日本共産党 | 新   | 11,115票 | 6.71%  | 11.48% |                              |      |

時の内閣：野田第3次改造内閣 解散日：2012年11月16日 公示日：2012年12月4日 （全国投票率：59.32%（9.96%））
| 当落 | 候補者名 | 年齢 | 所属党派     | 新旧 | 得票数    | 得票率 | 惜敗率 | 推薦・支持   | 重複 |
| ---- | -------- | ---- | ------------ | ---- | --------- | ------ | ------ | ------------ | ---- |
| 当   | 岸信夫   | 53   | 自由民主党   | 新   | 105,760票 | 55.37% | ――     | 公明党推薦   | ○    |
|      | 平岡秀夫 | 58   | 民主党       | 前   | 53,493票  | 28.01% | 50.58% | 国民新党推薦 | ○    |
|      | 灰岡香奈 | 29   | 日本維新の会 | 新   | 23,861票  | 12.49% | 22.56% |              | ○    |
|      | 赤松義生 | 58   | 日本共産党   | 新   | 7,894票   | 4.13%  | 7.46%  |              |      |

- 平岡は2013年参議院議員補欠選挙に立候補し、落選。
- 灰岡は第47回以降広島2区に鞍替え。

時の内閣：麻生内閣 解散日：2009年7月21日 公示日：2009年8月18日 （全国投票率：69.28%（1.77%））
| 当落 | 候補者名   | 年齢 | 所属党派   | 新旧 | 得票数    | 得票率 | 惜敗率 | 推薦・支持 | 重複 |
| ---- | ---------- | ---- | ---------- | ---- | --------- | ------ | ------ | ---------- | ---- |
| 当   | 平岡秀夫   | 55   | 民主党     | 前   | 117,571票 | 51.65% | ――     |            | ○    |
|      | 山本繁太郎 | 60   | 自由民主党 | 新   | 105,940票 | 46.54% | 90.11% |            | ○    |
|      | 河井美和子 | 47   | 幸福実現党 | 新   | 4,118票   | 1.81%  | 3.50%  |            |      |

- 山本は2012年に行われた山口県知事選挙で当選。

当日有権者数：308,017人　最終投票率：69.00%

| 当落 | 候補者名   | 年齢 | 所属党派   | 新旧 | 得票数    | 得票率 | 推薦・支持 |
| ---- | ---------- | ---- | ---------- | ---- | --------- | ------ | ---------- |
| 当   | 平岡秀夫   | 54   | 民主党     | 前   | 116,348票 | 55.21% |            |
|      | 山本繁太郎 | 59   | 自由民主党 | 新   | 94,404票  | 44.79% |            |

- 前回の選挙で比例復活した平岡が一旦衆議院議員を辞職し、補選に立候補した。これに伴い民主党比例名簿で次点の和田隆志が繰り上げ当選した。

時の内閣：第2次小泉改造内閣 解散日：2005年8月8日 公示日：2005年8月30日 （全国投票率：67.51%（7.65%））
| 当落 | 候補者名 | 年齢 | 所属党派   | 新旧 | 得票数    | 得票率 | 惜敗率 | 推薦・支持 | 重複 |
| ---- | -------- | ---- | ---------- | ---- | --------- | ------ | ------ | ---------- | ---- |
| 当   | 福田良彦 | 35   | 自由民主党 | 新   | 104,322票 | 47.09% | ――     |            | ○    |
| 比当 | 平岡秀夫 | 51   | 民主党     | 前   | 103,734票 | 46.82% | 99.44% |            | ○    |
|      | 山中良二 | 46   | 日本共産党 | 新   | 13,499票  | 6.09%  | 12.94% |            |      |

時の内閣：第1次小泉第2次改造内閣 解散日：2003年10月10日 公示日：2003年10月28日 （全国投票率：59.86%（2.63%））
| 当落 | 候補者名 | 年齢 | 所属党派   | 新旧 | 得票数    | 得票率 | 惜敗率 | 推薦・支持 | 重複 |
| ---- | -------- | ---- | ---------- | ---- | --------- | ------ | ------ | ---------- | ---- |
| 当   | 平岡秀夫 | 49   | 民主党     | 前   | 109,647票 | 51.61% | ――     |            | ○    |
| 比当 | 佐藤信二 | 71   | 自由民主党 | 元   | 91,087票  | 42.87% | 83.07% |            | ○    |
|      | 山中良二 | 44   | 日本共産党 | 新   | 11,721票  | 5.52%  | 10.69% |            |      |

時の内閣：第1次森内閣 解散日：2000年6月2日 公示日：2000年6月13日 （全国投票率：62.49%（2.84%））
| 当落 | 候補者名 | 年齢 | 所属党派   | 新旧 | 得票数    | 得票率 | 惜敗率 | 推薦・支持 | 重複 |
| ---- | -------- | ---- | ---------- | ---- | --------- | ------ | ------ | ---------- | ---- |
| 当   | 平岡秀夫 | 46   | 民主党     | 新   | 104,372票 | 47.49% | ――     |            | ○    |
|      | 佐藤信二 | 68   | 自由民主党 | 前   | 97,355票  | 44.29% | 93.28% |            | ○    |
|      | 山中良二 | 41   | 日本共産党 | 新   | 18,064票  | 8.22%  | 17.31% |            |      |

時の内閣：第1次橋本内閣 解散日：1996年9月27日 公示日：1996年10月8日 （全国投票率：59.65%（8.11%））
| 当落 | 候補者名   | 年齢 | 所属党派   | 新旧 | 得票数   | 得票率 | 惜敗率 | 推薦・支持 | 重複 |
| ---- | ---------- | ---- | ---------- | ---- | -------- | ------ | ------ | ---------- | ---- |
| 当   | 佐藤信二   | 64   | 自由民主党 | 前   | 81,108票 | 38.61% | ――     |            | ○    |
|      | 松岡満寿男 | 62   | 新進党     | 前   | 78,944票 | 37.58% | 97.33% |            |      |
|      | 山田健一   | 50   | 民主党     | 新   | 33,428票 | 15.91% | 41.21% |            | ○    |
|      | 山中良二   | 37   | 日本共産党 | 新   | 13,710票 | 6.53%  | 16.90% |            |      |
|      | 吉川肇造   | 55   | 新社会党   | 新   | 2,854票  | 1.36%  | 3.52%  |            | ○    |

- 松岡は第18回参議院議員通常選挙に立候補し、当選。
- 山田は1998年に平生町長選挙へ立候補し、当選。